# Telt niet mee
Telt niet mee is een lied van de Nederlandse rapper JoeyAK in samenwerking met de Nederlandse rapper Josylvio. Het stond in 2021 als vierde track op het album Bodemboy van JoeyAK.

## Achtergrond
Telt niet mee is geschreven door Felix Laman, Joël Hoop en Joost Theo Sylvio Yussef Abdelgalil Dowib en geproduceerd door Yung Felix. Het is een nummer dat past in het genre nederhop. In het lied rappen de artiesten over de moeilijkheden die de heren hebben moeten overkomen in hun leven en de successen die ze desondanks hebben behaald.
Het is niet de eerste keer dat de twee artiesten met elkaar samenwerken. Eerder deden zij dit al op Weet niet, Streets en Nike Tech. Ze herhaalden de samenwerking op All ice.

## Hitnoteringen
Ondanks dat het lied niet als single was uitgebracht, hadden de artiesten toch bescheiden succes met het lied in Nederland. Het piekte op de 34e plaats van de Single Top 100 in de vijf weken dat het in deze hitlijst te vinden was. De Top 40 en haar Tipparade werden niet bereikt.